# Deborah Kerr
Deborah Jane Kerr-Trimmer (Helensburgh, Argyll and Bute, 30 september 1921 — Suffolk, 16 oktober 2007) was een Brits actrice. In haar carrière speelde ze veel verschillende rollen in uiteenlopende genres, maar ze werd het meest bekend door het spelen van fatsoenlijke, welopgevoede en enigszins afstandelijke dames.

## Biografie
Kerr werd in 1921 geboren in Helensburgh, Schotland. Ze werd oorspronkelijk opgeleid tot balletdanseres, eerst op de dramaschool van haar tante in Bristol, later in het Londense Sadler's Wells Theatre, waarvoor ze een studiebeurs had gewonnen. Op haar zeventiende maakte ze haar debuut in het corps de ballet in Prometheus. Tijdens haar opleiding kwam ze in aanraking met het theater en raakte ze geïnteresseerd in acteren. Ze speelde in het begin van haar acteercarrière voornamelijk kleine figurantenrollen in Shakespearestukken.

### Carrière
In 1940 speelde ze in haar eerste film, een zeer kleine rol in Contraband van Michael Powell en Emeric Pressburger. Haar eerste grote rol was in Major Barbara uit 1941 als meisje van het Leger des Heils. In die jaren groeide ze uit tot een van de meest geliefde Britse actrices. Ze viel voornamelijk op in twee films van Powell en Pressburger, The Life and Death of Colonel Blimp (1943), waarin ze de drie geliefden van de hoofdrol speelde en Black Narcissus (1947), waarin ze te zien was als een non.
Black Narcissus bracht haar onder de aandacht van Hollywood producenten. Ze werd als snel door MGM naar de Verenigde Staten gehaald, waar ze in The Hucksters (1947) speelde tegenover Clark Gable. Ook speelde zij een grote rol in het historische epos Quo Vadis van Mervyn LeRoy. Na lange tijd te zijn getypecast als de fatsoenlijke dame, veranderde ze in 1953 van koers. In From Here to Eternity van Columbia speelde ze een gepassioneerde overspelige vrouw die met Burt Lancaster op een Hawaïaans strand tussen de golven de liefde bedreef. De film was een groot succes en Kerr werd voor de tweede maal genomineerd voor de Academy Award voor Beste Actrice. Na die film speelde ze in een grotere variatie aan films.

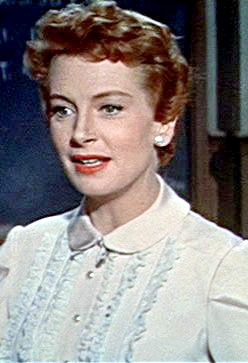
Deborah Kerr in An Affair to Remember (1957)

In 1953 kende ze ook succes op Broadway met het stuk Tea and Sympathy. In 1956 speelde ze dezelfde rol in de verfilming van het stuk. In 1956 was ze tevens te zien in wat waarschijnlijk een van haar best bekende rollen is, als Mrs. Anna Leonowens in The King and I, een van de populairste films van haar carrière. Latere films waren onder andere Heaven Knows, Mr. Allison (1957), tegenover Cary Grant in An Affair to Remember (1957), Separate Tables (1958) en The Sundowners (1960).
In 1969 zette Kerr een punt achter haar filmcarrière, naar eigen zeggen vanwege de groeiende hoeveelheid seks in films. In latere jaren verscheen ze meer op het theater en de televisie. In 1985 keerde ze eenmalig terug naar het witte doek in The Assam Garden.
Kerr is zesmaal genomineerd geweest voor een Oscar, maar won er nooit een. In 1994 won ze een ere-Oscar voor haar algemene bijdrage aan de film, drie jaar nadat ze een speciale ere-BAFTA had gewonnen. In 1998 werd ze benoemd tot Commandeur in de Orde van het Britse Rijk.

### Privé
Deborah Kerr is tweemaal getrouwd geweest. Op 28 november 1945 trouwde ze met Anthony Bartley. Ze hebben twee kinderen, Melanie Jane en Francesca Ann. Kerr en Bartley scheidden in 1959. Vanaf 23 juni 1960 was ze getrouwd met schrijver Peter Viertel.
Samen met Viertel heeft Kerr lange tijd in Zwitserland gewoond, maar uiteindelijk verhuisde ze weer terug naar het Verenigd Koninkrijk. Ze overleed aan complicaties van de ziekte van Parkinson, een ziekte waar ze al geruime tijd aan leed. Ze werd 86 jaar oud.

## Prijzen en nominaties

### Academy Awards
- 1950 - Academy Award voor Beste Actrice - Edward, My Son (nominatie)
- 1954 - Academy Award voor Beste Actrice - From Here to Eternity (nominatie)
- 1957 - Academy Award voor Beste Actrice - The King and I (nominatie)
- 1958 - Academy Award voor Beste Actrice - Heaven Knows, Mr. Allison (nominatie)
- 1959 - Academy Award voor Beste Actrice - Separate Tables (nominatie)
- 1961 - Academy Award voor Beste Actrice - The Sundowners (nominatie)
- 1994 - Ere-Oscar voor het gehele oeuvre (gewonnen)

### BAFTA's
- 1956 - BAFTA voor Beste Britse Actrice - The End of the Affair (nominatie)
- 1958 - BAFTA voor Beste Britse Actrice - Tea and Sympathy (nominatie)
- 1962 - BAFTA voor Beste Britse Actrice - The Sundowners (nominatie)
- 1965 - BAFTA voor Beste Britse Actrice - The Chalk Garden (nominatie)

### Emmy Awards
- 1985 - Emmy Award voor Beste Vrouwelijke Bijrol in een miniserie of special - "A Woman of Substance" (nominatie)

### Golden Globes
- 1950 - Golden Globe voor Beste Filmactrice - Edward, My Son (nominatie)
- 1957 - Golden Globe voor Beste Filmactrice, Musical / Comedy - The King and I (gewonnen)
- 1958 - Golden Globe voor Beste Filmactrice, Drama - Heaven Knows, Mr. Allison (nominatie)
- 1959 - Golden Globe voor Beste Filmactrice, Drama - Separate Tables (nominatie)
- 1959 - Henrietta Award voor 's werelds favoriete actrice (gewonnen)